# Lorenzo di Credi

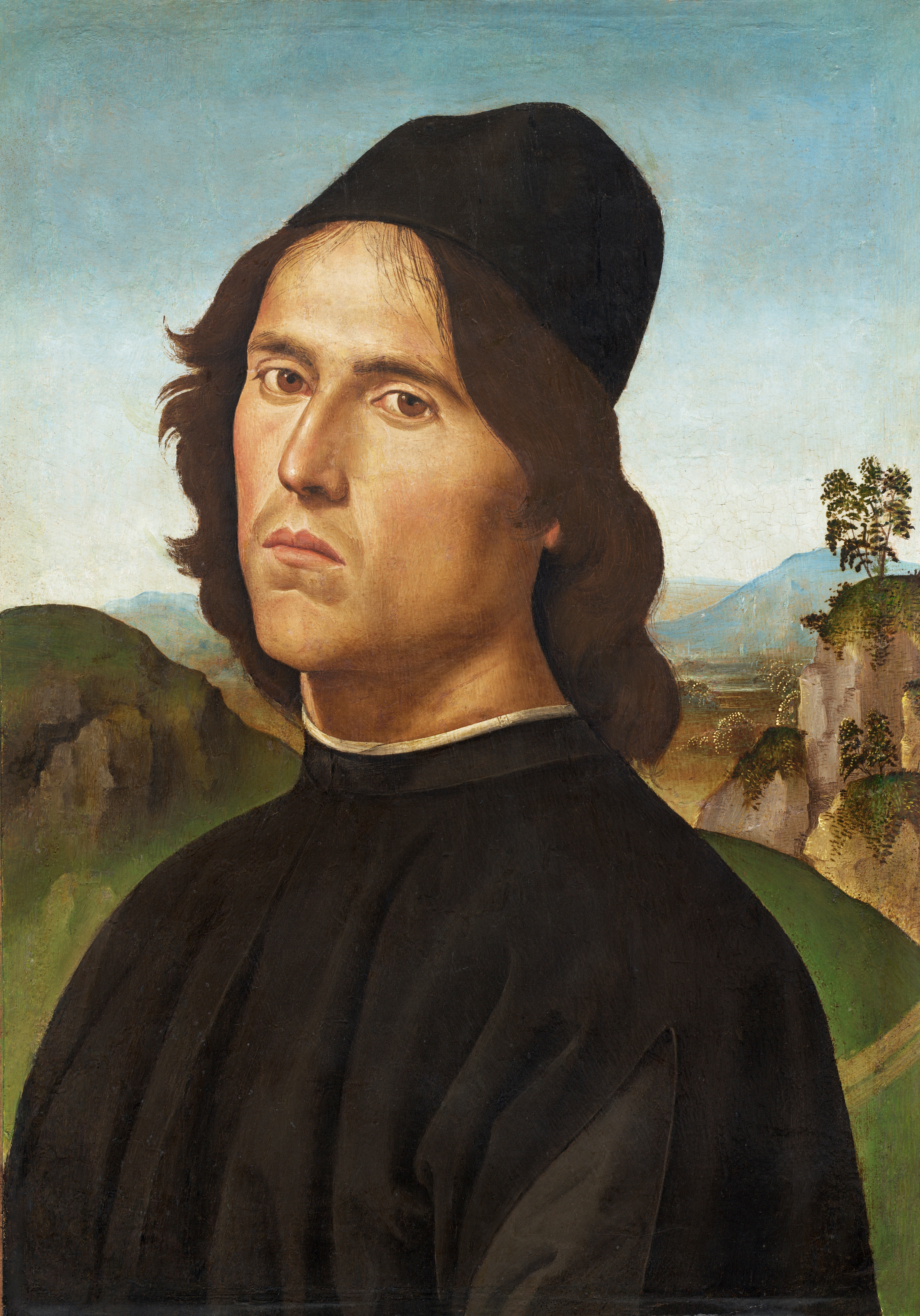
Perugino, Ritratto di Lorenzo di Credi

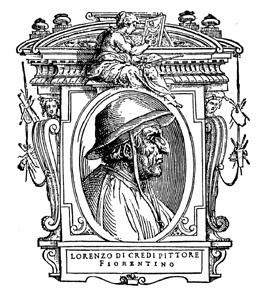
Lorenzo di Credi nelle Vitae del Vasari

Lorenzo di Credi, Lorenzo d'Andrea d'Oderigo (Firenze, 1459/1460 – Firenze, 1537), è stato un pittore italiano, allievo del Verrocchio che lo nominò suo erede, resse la bottega di quest'ultimo, quando era impegnato a Venezia nella statua equestre del Colleoni e ne riportò a Firenze la salma da Venezia dove il Verrocchio era morto nel 1488.

## Biografia

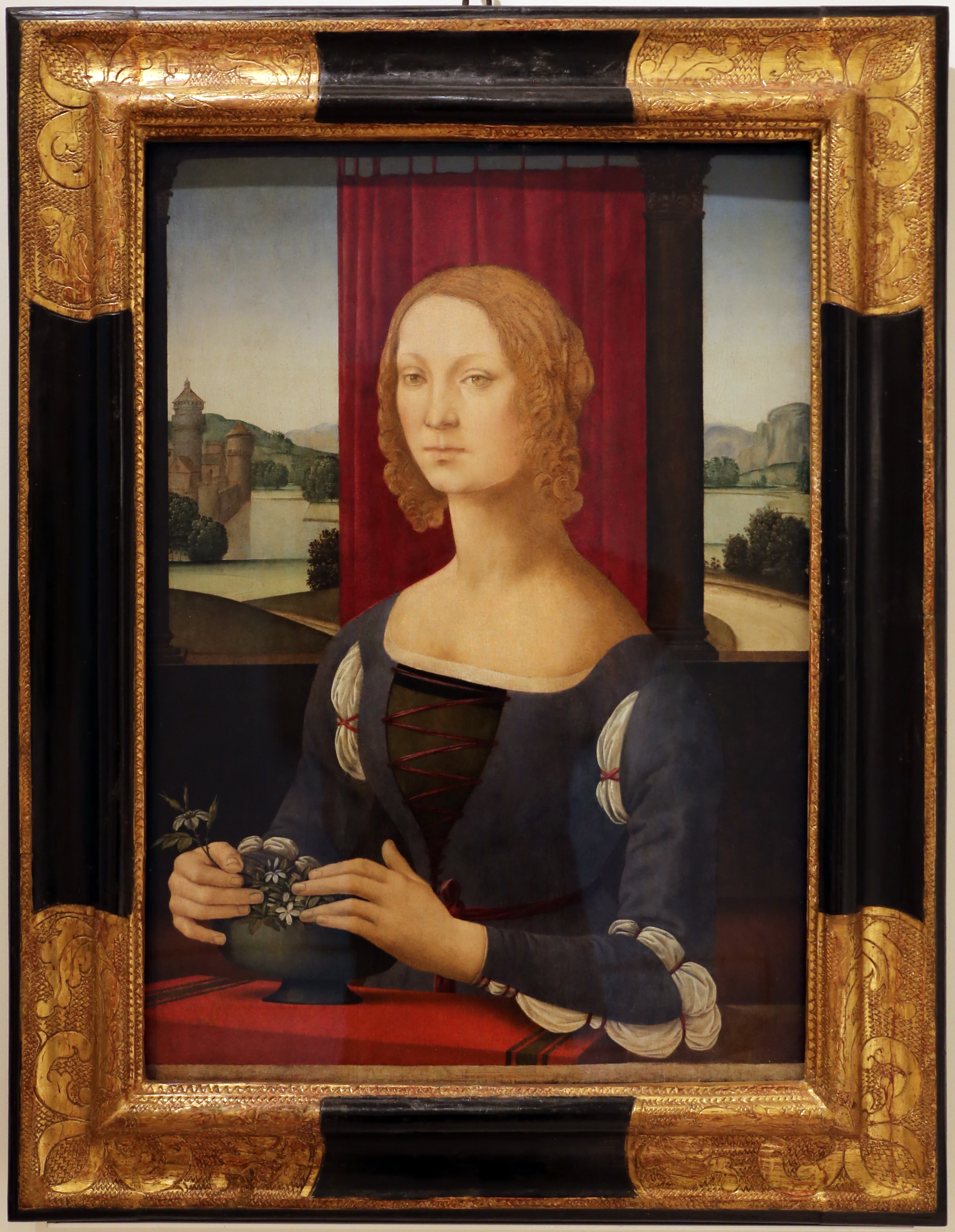
Dama dei gelsomini o Ritratto di Caterina Sforza

La sua formazione avvenne nella bottega del Verrocchio da cui derivò lo stile finito costruito con linee incisive e precise, modi che influenzarono il suo condiscepolo Leonardo, successivamente le parti si scambiarono e fu Lorenzo ad accogliere lo sfumato e le sottilissime velature di Leonardo.
Per la bottega eseguì la Madonna di Piazza nel Duomo di Pistoia, opera commissionata al Verrocchio, completata con l'aiuto di altri allievi tra cui Perugino e forse Leonardo da Vinci (del quale si ipotizza la paternità della tavoletta della predella raffigurante l'Annunciazione, spesso attribuita però allo stesso Lorenzo).
Tra le opere giovanili sono la Madonna col Bambino della Galleria Sabauda di Torino, il tondo con l'Adorazione del Bambino della Fondazione Querini Stampalia a Venezia, successive sono la Madonna e santi del Louvre datata al 1493 e l'Adorazione dei pastori degli Uffizi. In particolare, ha suscitato un acceso dibattito il Ritratto di Caterina Sforza o Dama dei gelsomini, oggi conservato a Forlì, nella Pinacoteca civica, soprattutto da quando una studiosa tedesca, Magdalena Soest, studiandolo accuratamente, è giunta alla conclusione che Monna Lisa sia in realtà Caterina Sforza. Questi lavori sono considerati i migliori della sua produzione, in cui unì gli influssi verrocchieschi con suggestioni delle morbidezze di Leonardo e un'attenzione al dettaglio di stampo fiammingo.
A Fiesole, invece, eseguì importanti rimaneggiamenti alla prima delle tre tavole del Beato Angelico per gli altari della chiesa di San Domenico: la cosiddetta Pala di Fiesole (sue le architetture, il baldacchino, il paesaggio e l'ampliamento del pavimento). Nella canonica della Pieve di San Pietro a San Piero a Sieve si trova un dipinto rappresentante la Madonna col Bambino a lui attribuito.
Dopo il 1497 divenne seguace di Savonarola e respinse i soggetti profani. Nella sua attività matura guardò anche a Fra Bartolomeo, Perugino e al giovane Raffaello, di questa fase sono la Crocifissione del Museo di Gottinga, l'Annunciazione di Cambridge.
Tra i suoi disegni si ricorda la Testa di giovinetto all'Albertina di Vienna e la Testa di giovine con berretto piatto al Museum Kunstpalast di Düsseldorf.

## Opere principali

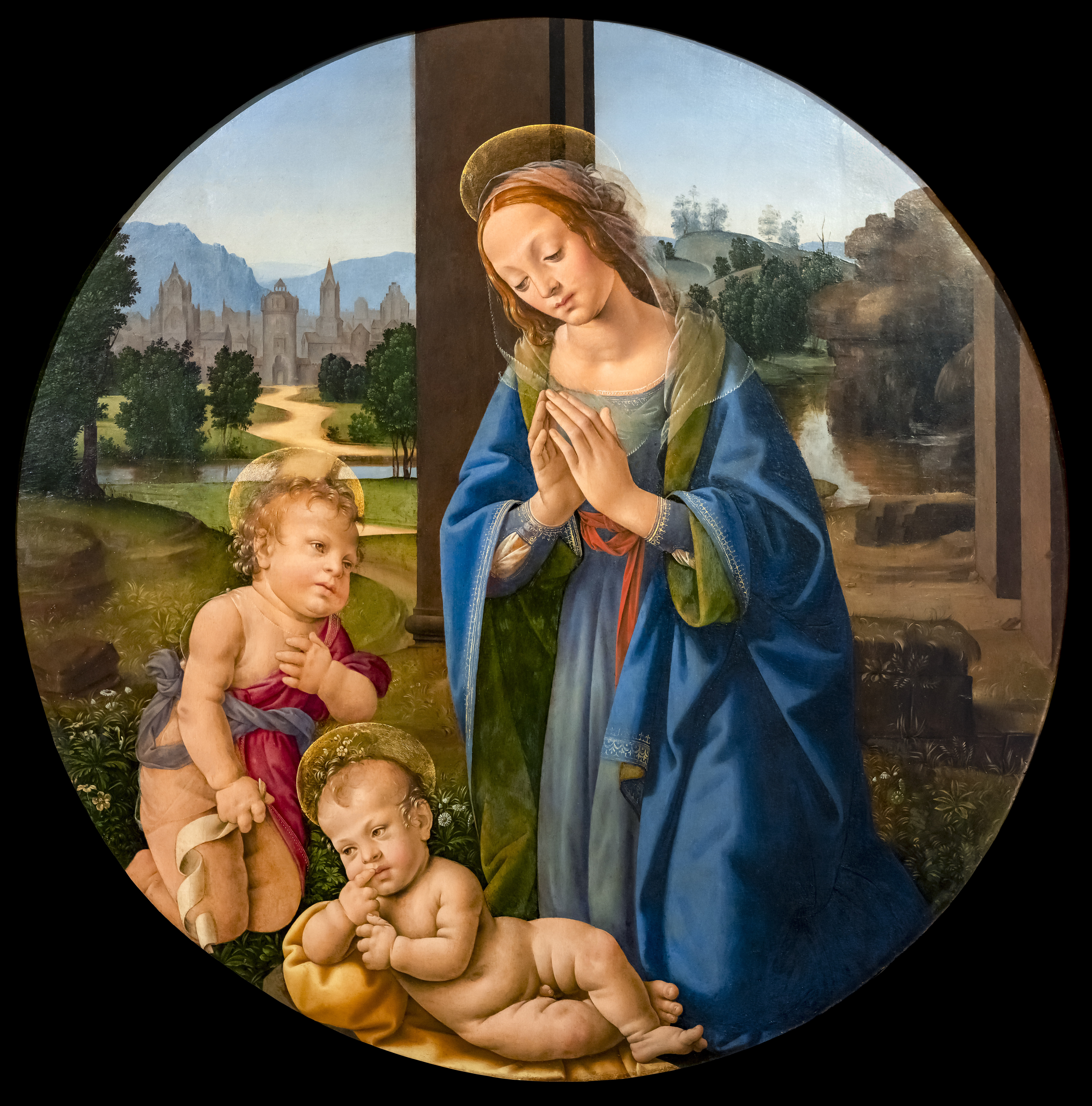
Adorazione del Bambino, Venezia

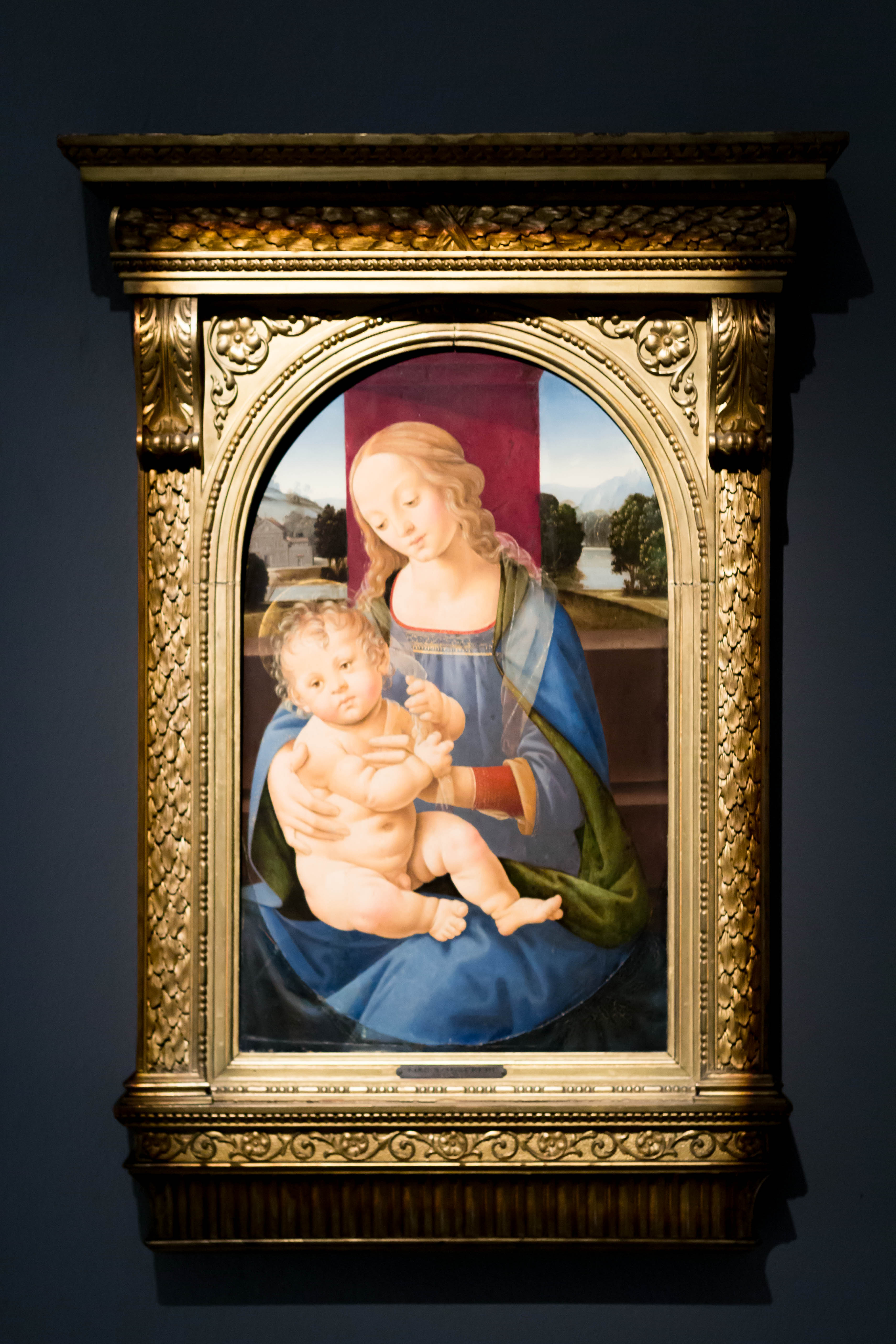
Madonna col Bambino, Strasburgo

- Madonna di Piazza (con Verrocchio), 1474-1486 circa, Pistoia, cattedrale di San Zeno
- Annunciazione (attribuzione contesa con Leonardo da Vinci), 1475-1478 circa, tempera su tavola, 16×60 cm, Parigi, Musée du Louvre
- Madonna Dreyfus (copia da Leonardo?), 1475-1480 circa, olio su tavola, 16,5x13,4 cm, Washington, National Gallery of Art
- Madonna col Bambino, 1475 circa, tavola, Strasburgo, Musée des Beaux-Arts
- Adorazione del Bambino, 1480 circa, diametro 97 cm, Venezia, Fondazione Querini Stampalia
- Annunciazione, 1480-85 circa, Firenze, Galleria degli Uffizi
- Madonna col Bambino, 1480/90 circa, tempera e olio su tavola, 88x58 cm, Magonza, Landesmuseum Mainz
- Ritratto di Caterina Sforza o Dama dei gelsomini, 1485-1490 circa, Forlì, Pinacoteca civica
- Sacra Famiglia, 1490 circa, tavola di pioppo, 37x27 cm, Dresda, Gemäldegalerie
- Madonna col Bambino tra i santi Giuliano e Nicola, 1490-92, tavola, 163x164 cm, Parigi, Musée du Louvre
- Venere, 1493-1494 circa, olio su tela, 151x69 cm, Firenze, Galleria degli Uffizi
- Adorazione del Bambino con san Giovannino, 1500-1505 circa, tempera su tavola, diam. 115 cm, Firenze, Museo Horne
- Ritratto del Perugino (attr. contesa con Raffaello), 1504 circa, olio su tavola, 51x37 cm, Firenze, Galleria degli Uffizi
- Ascensione della Maddalena, 1510 circa, tempera su tavola, 51x38 cm, Esztergom, Museo Cristiano
- Adorazione dei pastori, 1510 circa, olio su tavola, 224x196 cm, Firenze, Galleria degli Uffizi
- Decapitazione del Battista, olio su tavola, scomparto di predella, Arezzo, Museo Nazionale d'arte Medievale e Moderna